# Simone Goyard-Fabre
Simone Goyard-Fabre, née le 13 avril 1927 à Montier-en-Der (Haute-Marne) et morte le 14 novembre 2019 à Hyères, est une philosophe française, professeur à l’université de Caen-Normandie, spécialisée en philosophie du droit, philosophie politique et en histoire des idées politiques.

## Biographie
Son père s'appelle Étienne Fabre (?) et sa mère Céline-Marguerite Contant. Simone Goyard-Fabre est étudiante à la faculté des lettres de Paris. Agrégée de philosophie en 1952, elle enseigne au lycée de Dijon de 1952 à 1958. Elle soutient sa thèse à la faculté des lettres de Paris en 1970 : Essai de critique phénoménologique du droit, dont le directeur est Raymond Polin
Sa carrière universitaire a commencé en mars 1967 et s'est terminée en novembre 1994.
En 1982, elle crée les Cahiers de philosophie politique et juridique, revue semestrielle du Centre de philosophie politique et juridique de l’Université de Caen, publiée par les éditions Vrin.
Le 6 juin 1953, elle épouse Pierre Goyard. Elle a deux enfants : Thierry et Emmanuel.

## Publications

### Ouvrages
- 1967 : L’Habitude humaine, L’École.
- 1972 : Nietzsche et la Conversion métaphysique, La Pensée universelle. (épuisé)
- 1972 : Essai de critique phénoménologique du droit, Klincksieck.
- 1972 : La Philosophie des Lumières en France, Klincksieck. (épuisé)
- 1973 : La Philosophie du droit de Montesquieu, Klincksieck, 2e éd. 1979
- 1975 : Le Droit et la Loi dans la philosophie de Thomas Hobbes, Klincksieck. (épuisé)
- 1975 : Kant et le Problème du droit, Vrin. (épuisé)
- 1977 : Nietzsche et la Question politique, Sirey. (épuisé)
- 1980 : Montesquieu, adversaire de Hobbes, Minard. (épuisé)
- 1982 : L’Interminable Querelle du contrat social, PU Ottawa. (épuisé)
- 1986 : Exposé du droit universel de Jean Bodin, avec Lucien Jerphagnon, PUF.
- 1986 : Les Grandes Questions de la philosophie du droit, avec R. Sève, PUF, 2e éd. 1993.
- 1986 : John Locke et la Raison raisonnable, Vrin.
- 1987 : Philosophie politique : XVIe – XXe siècle, PUF, trad. M. Fontes, Brésil.
- 1989 : Jean Bodin et le Droit de la république, PUF.
- 1992 : Qu’est-ce que la politique ?, Vrin.
- 1992 : Les Fondements de l’ordre juridique, PUF, trad. Martin Fontes, Brésil.
- 1993 : Montesquieu : La nature, les lois, la liberté, PUF.
- 1993 : Kant et Kelsen, en italien, Rome, Naples.
- 1994 : Pufendorf et le Droit naturel, PUF.
- 1994 : La Construction de la paix ou le Travail de Sisyphe, Vrin.
- 1995 : Montesquieu et la Constitution de la liberté, Ellipses.
- 1996 : Éléments de philosophie politique, Armand Colin, trad. Maole, Brésil.
- 1996 : La Philosophie du droit de Kant, Vrin.
- 1996 : Écrits de droit et de morale de Jean Barbeyrac, Duchemin.
- 1997 : Les Principes philosophiques du droit politique moderne, PUF, trad. Martin Fontes, Brésil.
- 1998 : Qu’est-ce que la démocratie ?, Armand Colin, trad. Martin Fontes, Brésil et Pandora, Roumanie.
- 1998 : Jean Bodin et sa Politique philosophique, Ellipses.
- 1999 : L’État, figure moderne de la politique, Armand Colin, trad. Manole, Brésil.
- 2000 : L’État moderne : 1715-1848 (dir.), Vrin.
- 2000 : L’état de guerre, de Jean-Jacques Rousseau, Actes Sud.
- 2001 : Politique et Philosophie dans l’œuvre de Jean-Jacques Rousseau, PUF.
- 2002 : Les Embarras philosophiques du droit naturel, Vrin.
- 2004 : L’État au XXe siècle (dir.), Vrin.
- 2004 : Philosophie critique et Raison juridique, PUF, trad. M. Fontes, Brésil.
- 2007 : Re-penser la pensée du droit, Vrin.
- 2012 : La Textualité du droit, Le Cerf.
- 2015 : La normativité du droit, Edilivre.
- 2017 : Le droit, une philosophie de l’intervalle, Apopsix.
- 2017 : Le métier de juge, quelques questions philosophiques, Apopsix.

### Présentations
- Préface à l'Utopie de Thomas More, GF.
- Préface au Traité du gouvernement civil de John Locke, GF.
- Présentation du Discours de la servitude volontaire de La Boétie, Flammarion, Paris (2010)

## Direction de thèses
Simone Goyard-Fabre a dirigé six thèses de doctorat en philosophie :
- Les implications éthiques et politiques des pensées négatives de Schopenhauer à Spengler, Michel Onfray, 1986.
- Histoire et droit dans la pensée de Kant, Monique Castillo, 1987.
- Matérialisme et théorie politique chez C. A. Helvétius (1715-1771), Olivier Perlemoine, 1988.
- Droit et science dans la pensée de Hans Kelsen (contribution à la théorie pure du droit), Sohuily Feli Acka, 1989.
- Le legs du christianisme dans la démocratie selon la pensée de Nietzsche : essai critique, Youssef Marlouf, 1990.
- La « polis » heideggerienne, lieu de réconciliation de l'être et du politique, Mouchir Basile Aoun, 1994.